# Думбравени (Думбравени)
Думбравени (рум. Dumbrăveni) насеље је у Румунији у округу Сучава у општини Думбравени. Oпштина се налази на надморској висини од 328 m.

## Становништво
Према подацима из 2002. године у насељу је живело 8176 становника, од којих су сви румунске националности.

### Хронологија
| Година       | 1992 | 1993 | 1994 | 1995 | 1996 | 1997 | 1998 | 1999 | 2000 | 2001 | 2002 | 2003 | 2004 | 2005 | 2006 | 2007 | 2008 | 2009 | 2010 | 2011 | 2012 | 2013 | 2014 | 2015 | 2016 | 2017 |
| ------------ | ---- | ---- | ---- | ---- | ---- | ---- | ---- | ---- | ---- | ---- | ---- | ---- | ---- | ---- | ---- | ---- | ---- | ---- | ---- | ---- | ---- | ---- | ---- | ---- | ---- | ---- |
| Становништво | 8005 | 8026 | 8044 | 8095 | 8108 | 8172 | 8176 | 8206 | 8354 | 8456 | 8515 | 8610 | 8703 | 8785 | 8928 | 9031 | 9106 | 9208 | 9240 | 9354 | 9416 | 9464 | 9490 | 9585 | 9685 | 9754 |